# Antonín Machek

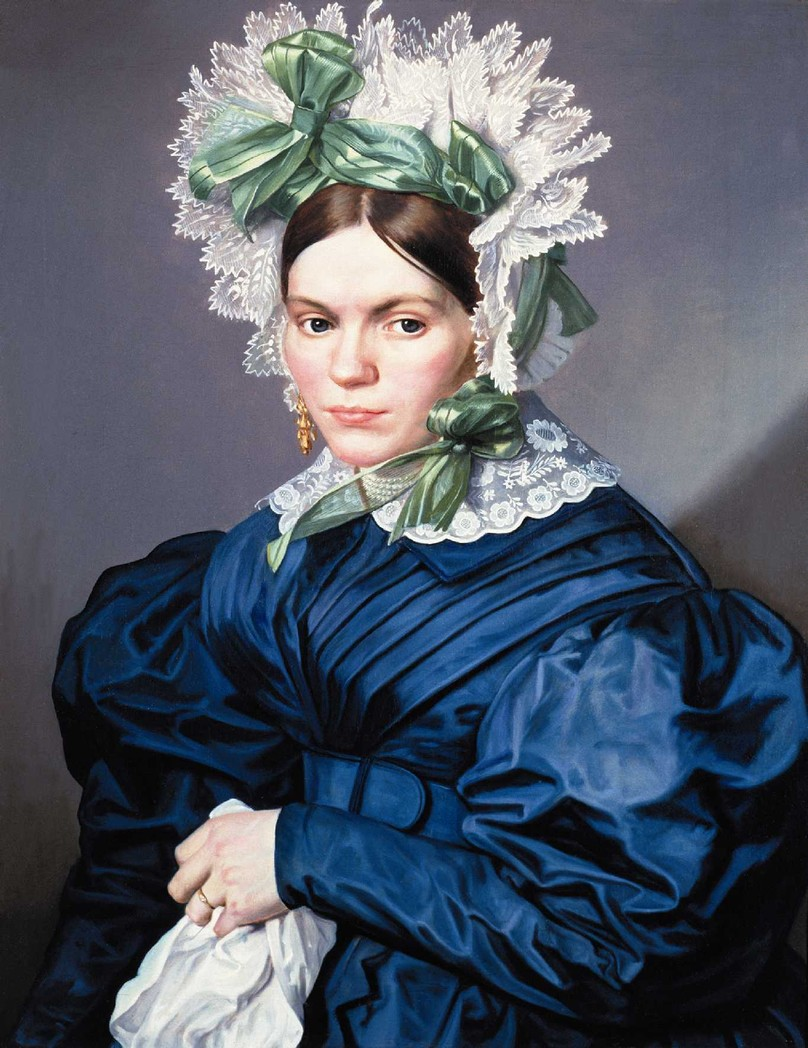
Porträt einer Dame (1835)

Antonín Machek (auch Anton Machek; * 31. Oktober 1775 in Podlažice; † 18. November 1844 in Prag) war ein tschechischer Maler.

## Leben
Antonín Macheks künstlerisches Talent entdeckte der Königgrätzer Bischof Johann Leopold von Hay. Er förderte Macheks Ausbildung bei seinem Hofmaler Zitta. Zu seinen weiteren Lehrern gehörten u. a. Wenzel Lorenz Reiner und Ludwig Kohl. Ab 1799 studierte Machek an der Wiener Akademie der bildenden Künste. Anschließend war er bis 1814 als Porträtist in Steyr und Linz tätig, danach in Prag. Er führte die Lithographie in Böhmen ein und gründete 1828 eine bedeutende lithographische Werkstatt und Druckerei. In den zwanziger und dreißiger Jahren des 19. Jahrhunderts war er neben Franz Horčička der bedeutendste Prager Porträtmaler. Nachdem er zahlreiche Bilder mit patriotischer Thematik zur Geschichte Böhmens schuf, fand er Anerkennung als einer der Begründer tschechischer Kunst im Zeitalter der Nationalen Wiedergeburt.
Machek schuf mehrere realistische Porträts, u. a. von Josef Jungmann, Václav Jan Křtitel Tomášek, Josef Božek, Václav Hanka und Josef Dobrovsky.
Zusammen mit Václav Hanka veröffentlichte er im Eigenverlag die historischen Hefte Dějiny české v obrazích kamenopisně vyvedených.